# Platythyrea crucheti
Platythyrea crucheti är en myrart som beskrevs av Santschi 1911. Platythyrea crucheti ingår i släktet Platythyrea och familjen myror. Inga underarter finns listade i Catalogue of Life.